# Szima Gábor
Szima Gábor (Nagyléta, 1959 (?) –)
magyar milliárdos, vállalkozó. 2003-ban vagyonát 2,6 milliárdra becsülték, ezzel a 98. leggazdagabb magyar volt.

## Életpályája
Vendéglátóipari középiskolába járt, majd felsőfokú végzettséget szerzett. 2002-ben a DVSC-TEVA egyesület társtulajdonosa lett. 
2014 nyarán a 2013 decemberében megváltoztatott törvény által meghatározott tizenegy kaszinókoncesszió közül kettőt egy debreceni és egy nyíregyházi kaszinó üzemeltetésére a Szima Gáborhoz köthető Aranybónusz 2000 Kft. kapott meg. Szima Gábor ezekből a kaszinókból 2016-ban még csak 150 millió forintnyi osztalékot vett ki; ez az összeg 2018-ra 500 millió forintra emelkedett.
A DVSC klubelnökeként és tulajdonosaként nagy szerepe volt az egyesület szponzorálásnak megszervezésében. Az izraeli bázisú TEVA gyógyszergyár szerződésbontása után azonban újabb jelentős szponzort nem sikerült szereznie. 2020. július 1-jén 19 év után távozott a DVSC éléről, miután a város önkormányzata kivásárolta a klubban lévő többségi tulajdonrészét. Elnöksége alatt a debreceni klub hét bajnoki címet, és öt kupagyőzelmet szerzett, valamint szerepelt a Bajnokok Ligája és az Európa-liga csoportkörében is.

## Kritikák
A nyilvánosság előtt ritkán szereplő üzletembernek főleg klubelnöki tevékenységével kapcsolatban jelennek meg - esetenként igen szubjektív - kritikák.

## Díjak
- 2010 Létavértes díszpolgára[1]